# Barokne crkve na Filipinima
Barokne crkve na Filipinima su četiri barokne crkve koji su 1993. godine upisane na UNESCO-ov popis mjesta svjetske baštine u Aziji kao "prve četiri crkve koje su Španjolci podigli koncem 16. stoljeća, a koje predstavljaju jedinstvenu arhitekturu europskog baroka koja je djelo kineskih i filipinskih obrtnika".
Ove crkve su dio početaka filipinske povijesti, ne samo kao mjesta pokrštavanja otočja, nego i kao politička kralježnica španjolske kolonijalne vlasti kada su se Crkva i Država smatrale jednim tijelom. Njihova jedinstvena arhiteltura predstavlja prilagodbu španjolsko-latinsko američke arhitekture lokalnoj sredini (uključujući spoj s kineskim elementima), ali i političkoj ulozi Crkve. Kako su crkve često bile metom lokalnih pobuna, njihov vanjski izgled je više u obliku utvrde nego vjerske građevine. To je najočitije u slučaju crkve Gospina uznesenja koja se nalazi na vrhu brežuljka i koja je u slučaju potrebe služila kao citadela. Miag-ao crkva je također trpjela česte napade muslimana s juga.
Nadalje, kako se ove crkve nalaze na pacifičkom vatrenom prstenu, morale su imati podebljane stubove i temelje za slučaj snažnih potresa. Često su i stradale u potresima, ali zbog tih pojačanja nikada strašno i uspješno su kansije obnovljene. Najdojmljivija pojačanja ima crkva u Paoayu, dok je čvrstoća Manilske crkve dokazana u Drugom svjetskom ratu jer je ona bila jedina građevina unutar zidina starog grada (intramuros) koja je preživjela. Ovaj stil gradnje je kasnije postao poznat kao "barok potresa".

## Popis zaštićenih lokaliteta UNESCO-a
| Slika | Ime                                                                    | Izgradnja     | Lokacija                | Koordinate                                    | Bilješke |
| ----- | ---------------------------------------------------------------------- | ------------- | ----------------------- | --------------------------------------------- | --- |
|       | Crkva Bezgrešnog začeća sv. Augustina Iglesia de San Agustín de Manila | 1587. – 1607. | Manila                  | 14°21′07″N 120°34′58″E / 14.3520°N 120.5829°E | Crkva se nalazi unutar zidina starog grada i najstarija je crkva na Filipinima. Prva drvena crkva izgrađena je 1571. godine na otoku Luzonu i pripadala je Augustincima koji su odavde provodili pokrštavanje otočja. Nakon požara 1583. godine obnovljena je u današnjem baroknom obliku i od kamena. Izgradnja se odvijala sporo i nedosljedno zbog nedostatka sredstava i umjetnika. Crkvu su tijekom Sedmogodišnjeg rata (1762.) oopljačkali britanski vojnici. 1880-ih je serija potresa je oštetila crkvu i lijevi toranj se morao ukloniti. Oštećena je i tijekom pobune protiv španjolske vlasti 1898. godine. Crkva je raskošno ukrašena, a ističu se paralelne kripte-kapele čiji unutarnji zidovi služe kao pojačanja crkve pri temeljima. Također, njezin kameni bačvasti svod, kupola i trijem s arkadama su jedinstveni na Filipinima. |
|       | Crkva Gospina uznesenja Nuestra Señora de la Asuncion                  | 1765.         | Santa Maria, Ilocos Sur | 17°12′47″N 120°17′43″E / 17.2131°N 120.2953°E | Za razliku od ostalih španjolskih crkava koje se obično nalaze u središtu grada na grdskom trgu, ova je smještena na brežuljku i okružena je obrambenim zidom. Neobičan je i smještaj konvikta koji je paralelan pročelju crkve, te zvonik koji se nalazi na središnjem zidu glavnog broda; sve zbog konfiguracije brežuljka. Ova crkva od opeke prati filipinski način gradnje gdje monumentalno pročelje skriva liniju krova iznad izdužene pravokutne građevine. Navodno je izgrađena na jedinstvenoj stijeni kako bi bila sigurna od potresa. Zidovi joj nisu urešeni ali su joj strane portala i snažni vanjski stubovi raskošno isklesani. |
|       | Crkva sv. Augustina San Agustín                                        | 1694. – 1710. | Paoay, Ilocos Norte     | 18°20′28″N 120°18′42″E / 18.341°N 120.3117°E  | Ova crkva je najbolji primjer "baroka potresa" jer ima 14 vanjskih stubova poredanih ispod divovske volute koja nosi manju na kojoj je piramidalna filijala. Par stubova u sredini svakog broda imaju na sebi stube koje vode prema krovu. Niži dio apside i većina zidova su izgrađeni od koraljnog kamenja, dok su viši dijelovi od opeke, no ovo je obratno na pročelju. Masivni zvonik od koraljnih stijena je dodan pola stoljeće kasnije i odvojen je od crkve, opet uglavnom kao predostrožnost od potresa. |
|       | Crkva sv. Tome iz Villanueva Santo Tomas de Villanueva                 | 1787. – 97.   | Miag-ao, Iloilo         | 10°23′N 122°08′E / 10.39°N 122.14°E           | Miag-ao je postao samostalnom župom 1731. godine i njegova jednostavna crkva je pretvorena u konvikt. No, 1741. godine su je, zajedno s cijelim gradom, uništili muslimanski pirati. Od 1741. – 54. grad je obnovio crkvu na drugom mjestu, na brežuljku iznad grada tako da je služila i kao citadela. Njezino raskošno pročelje utjelovljuje filipinski način obrade europskih dekorativnih motiva, gdje je sv. Kritofor odjeven u odjeću lokalnih ljudi i dok nosi Kristovo tijelo podupire se kokosovom palmom. Cijelo raskošno pročelje je uokvireno masivnim zvonicima nejednakih visina. |

## Vanjske poveznice
- NCCA's 26 Churches' profile
- Baroque Churches on Tourism Philippines  Arhivirana inačica izvorne stranice od 28. veljače 2011. (Wayback Machine) (engl.) Posjećeno 7. listopada 2011.